# تومي باركن
تومي باركن (بالإنجليزية: Tommy Parkin)‏ هو لاعب كرة قدم بريطاني في مركز الوسط، ولد في 1 فبراير 1956 في غيتسهيد في المملكة المتحدة. لعب مع إيبسويتش تاون وغريمسبي تاون ونادي بيتربورو يونايتد.